# Naj Tunich
Naj Tunich é uma gruta natural e um importante sítio arqueológico maia situado na Guatemala. A importância das grutas como lugares sagrados da cultura maia não havia sido realmente percebida pelos arqueólogos até à descoberta desta gruta em Poptún, sul de Petén, Guatemala em 1980. Os estudos arqueológicos intensificaram-se na década seguinte, tendo revelado o maior conjunto arquitectónico alguma vez encontrado numa gruta, além de túmulos de pedra únicos em que eram sepultados membros da elite local e do maior (e provavelmente melhor) conjunto de inscrições e pinturas maias alguma vez encontrado em grutas.  
Trata-se de um sítio sagrado utilizado desde o período pré-clássico, cerca de 100 a.C. até ao período clássico 550 a 900, ainda que a altura de maior utilização tenha sido o clássico inicial 250 - 550. Naj Tunich é um termo maia para gruta e significa literalmente casa de pedra, pois as grutas eram vistas como locais habitados pelos deuses.